# Kamjane (hromada Łebedyn)
Kamjane (ukr. Кам'яне) – wieś na Ukrainie, w obwodzie sumskim, w rejonie sumskim, w hromadzie Łebedyn. W 2001 liczyła 836 mieszkańców, spośród których 816 wskazało jako ojczysty język ukraiński, 15 rosyjski, 2 białoruski, a 3 inny.